# Histoire des Seychelles
Cet article traite de l'histoire des Seychelles, îles d’Afrique de l’Océan Indien.

## De 500c à 1500c: époque pré-coloniale
Parce qu’elles se situent trop loin des routes de navigations fréquentées, il est à peu près certain que les Seychelles n’ont pas été visitées par les premiers marins persans et arabes qui ont navigué dans l’océan Indien autour des côtes asiatiques, du golfe Persique, de l’Afrique du Nord et de la mer Rouge. En revanche, il ne fait pas de doute qu’ils furent bien, plus tard, les premiers visiteurs des Seychelles, longtemps avant sa « découverte » par les européens. Le marchand Al Mas’eudi qui s’est rendu régulièrement aux Maldives au XIVe siècle a évoqué dans ses écrits les « hautes îles » qui se trouvaient sur sa route. La découverte de tombes en 1910 a confirmé la présence de marins arabes sur l’île. Dans des documents du XIVe siècle et du XVe siècle, les Seychelles apparaissent sous le nom de Zarin, les sœurs.

## De 1500c à 1750c: approches européennes
Les Portugais sont les premiers européens à s’aventurer dans l’océan Indien. En 1498, Vasco de Gama passe le cap de Bonne-Espérance et est le premier Européen à atteindre l’Inde – avec l’assistance d’un navigateur arabe. En mars 1503, lors d’un second voyage vers l’Inde, Vasco de Gama atteint des îles qui appartiennent aujourd’hui aux Seychelles, l'Île Silhouette puis l'Île Desroches, d'après Thomé Lopes (en) rend compte par écrit du voyage de la 4e Armada portugaise des Indes (Gama, 1502) (en), selon la compilation Delle Navigationi et Viaggi (1550-1559) de Giovanni Battista Ramusio. À partir de 1506, les Seychelles commencent à apparaître sous différents noms sur les cartes portugaises. Il est donc vraisemblable que les Portugais sont passés à plusieurs reprises à proximité de ces îles et y ont éventuellement fait escale. Aucun élément ne permet de supposer qu’ils aient fondé des colonies, les îles leur servant avant tout de source d’approvisionnement en nourriture, par exemple avec les tortues géantes. Avec l’aide de navigateurs arabes, les Portugais explorent la région : Madagascar, l'archipel des Comores, La Réunion et l’île Maurice.
À partir du XVIe siècle, les Anglais commencent à naviguer dans l’océan Indien. En 1609, une expédition de la British Indian Ocean Company (Compagnie britannique des Indes orientales (BEIC)) accoste sur les îles, qui portent désormais le nom de Mahé, Sainte-Anne, Île North, Silhouette et Praslin. Ils y restent une semaine avec la certitude d’être les premiers à y poser le pied.
À partir du XVIIe siècle et du XVIIIe siècle, les Français et les Néerlandais naviguent à leur tour dans l’océan Indien. Les Français disposent d’une première base fortifiée sur la pointe de Madagascar avec Fort-Dauphin, puis bientôt sur l’île Bourbon, aujourd’hui la Réunion. À partir de cette époque, les navires de commerce anglais, français et hollandais croisent de plus en plus régulièrement dans la région et, attirée par l’appât du gain, la piraterie se développe. On a trouvé des traces du passage de pirates sur l’île Frégate et sur Mahé.

## Domination française (1735-1794)

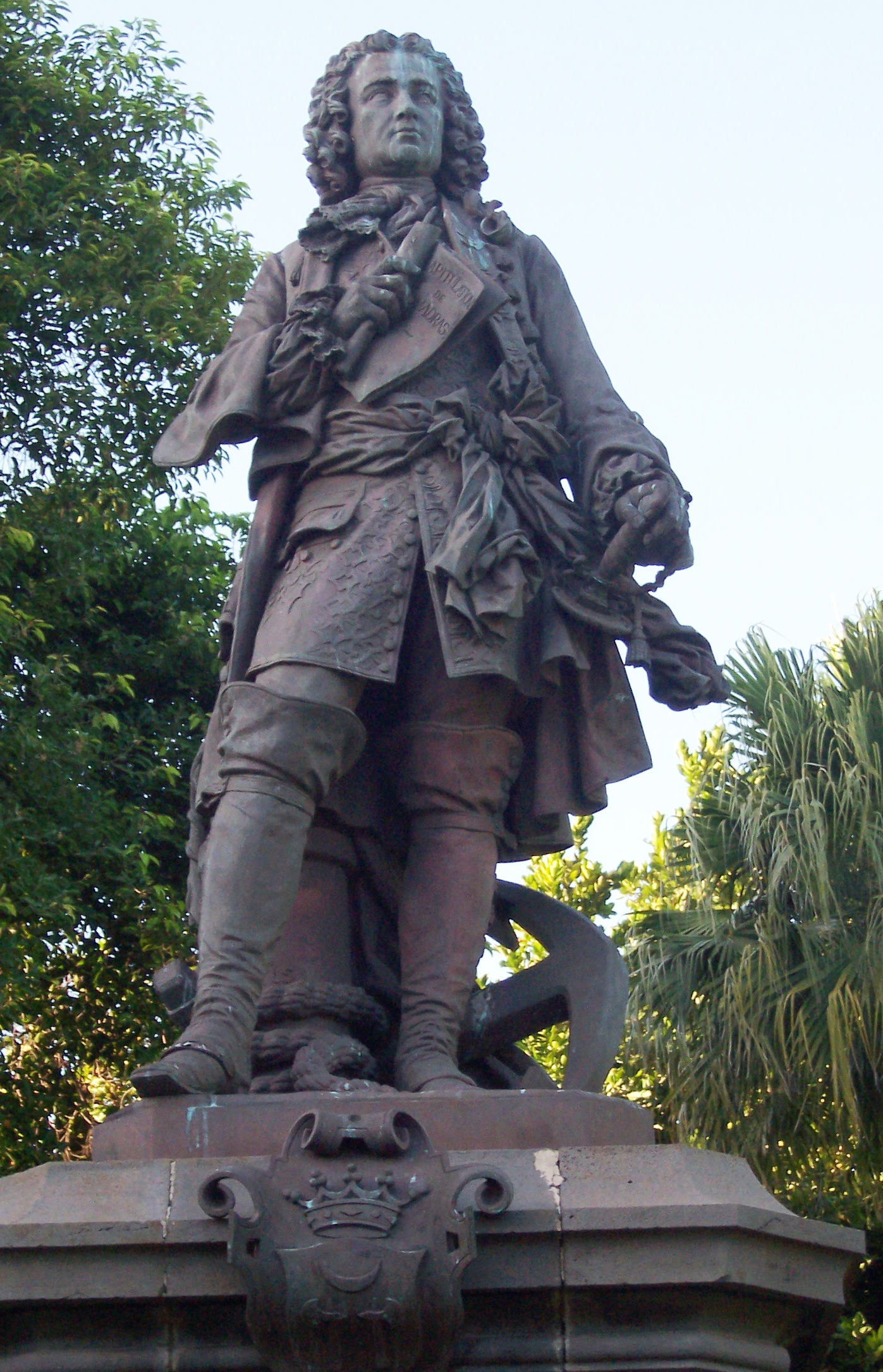
Statue de François Mahé de La Bourdonnais au Barachois, à Saint-Denis de La Réunion.

En 1735, les Français, qui sont présents à La Réunion et sur l'Île Maurice, décident de fortifier leurs colonies. Cette opération est sous la direction de Bertrand-François Mahé de La Bourdonnais. Afin d’assurer la sécurité des positions françaises en Inde, il lui parait nécessaire de prendre possession des îles du nord, sur la route des Indes : les Seychelles actuelles. En 1742, il envoie des bateaux en reconnaissance sur les îles avec à leur tête le commandant Lazare Picault. Avec ses hommes, il débarque le 21 novembre 1742 sur l'île portant aujourd'hui le nom de Mahé. À peine a-t-il fait son rapport à La Bourdonnais que celui-ci le renvoie vers cette île, en 1744, afin de l'explorer plus en profondeur. Ils baptisent alors l'archipel « Iles de La Bourdonnais » et la plus grosse de ses îles, Mahé.
Malgré le portrait enthousiaste que Picault dresse de l'île, il faut attendre douze ans avant que les Français y reviennent. Le successeur de La Bourdonnais envoie une expédition vers Mahé en 1756 pour s'emparer de l'île, et empêcher du même coup les Anglais d'y débarquer. C'est à cette époque que l'île change de nom pour être nommée d'après le ministre des Finances de Louis XV, Jean Moreau de Séchelles. Cette fois encore, les Français se contentent de débarquer et de graver les armoiries françaises dans la pierre avant de quitter l'île qui n'est plus visitée pendant douze autres années. La guerre maritime que se mènent Français et Anglais contrecarre tout projet de colonisation. À partir de 1768, des expéditions à intervalles réguliers permettent d'avoir une bonne connaissance de l'île.
La première colonie permanente est bâtie en 1770 sous le commandement de Jean-Charles de Launay de la Perrière à Sainte-Anne. La preuve est faite rapidement que l'île était très favorable à l'agriculture et à la vie en général. En 1771, une seconde colonie s'établit sur Mahé. Il semble cependant que ces premiers colons n'aient jamais souhaité s'établir durablement aux Seychelles et ils retournent à Maurice dès leur contrat échu. Mis à part quelques exceptions, comme les plantations de M. Hangard ou de Mme Larue, aucune tentative de colonie n'est prospère et les colons se contentent de vivre de chasse et de cueillette. De plus, ils abattent les tortues géantes par milliers afin de les vendre comme provisions aux équipages qui font escale. En 1778, le lieutenant Romainville est envoyé avec quinze soldats, pour mettre fin à cette situation désastreuse. Les soldats construisent les premiers bâtiments de ce qui est aujourd'hui le port de Victoria, dont l'Établissement du Roi.
À cette époque, la vie aux Seychelles suit un modèle relativement simple. Le commandant sur place représente le gouverneur général qui représente lui-même le roi à l'île Maurice. En 1788, l'île compte pour « habitants » une trentaine de Français qui règnent en maîtres sur environ 200 esclaves noirs. Ils vivent des produits issus du commerce avec les équipages et de l'agriculture : riz, manioc, maïs et toutes sortes de légumes ainsi que le coton, le café et l'indigotier. Jean Baptiste Philogène de Malavois (1757-1825) est nommé pour rétablir dans la colonie un certain ordre, plus respectueux des ressources. 
Le 19 juin 1790, après que les nouvelles de la Révolution colportées par bateau ont atteint les Seychelles, les colons formulent quelques revendications d'après la « nouvelle » constitution du 30 juillet 1787. C'est la première demande (modeste) d'indépendance vis-à-vis de l'administration mauricienne de l'île. Mais les velléités d'indépendance prennent fin avec la visite des commissaires du roi Gautier et Yvon à Mahé le 30 juillet 1791 qui réaffirment l'autorité du souverain sur l'île et ses habitants. Un nouveau gouverneur est nommé, Jean-Baptiste Quéau de Quinssy (1748-1827), qui administre depuis 1793 l'île selon les intérêts de la cour. Ce même gouverneur doit cependant se mettre au service de la République après la proclamation de la République en France le 21 septembre 1792.
À partir de cette période, les Seychelles deviennent le port de stationnement des navires de corsaires chargés de pourchasser les bateaux anglais dans l'océan Indien. Après que ceux-ci ont pris le contrôle de la plus grande partie des richesses de l'Inde, il leur faut sécuriser la route maritime. La première attaque contre les Seychelles a lieu le 16 mai 1794. Quinssy, qui dispose en tout de 60 fusils, n’a aucune chance de défendre l'île contre les 1 200 soldats du commandant anglais Newcome. La capitulation signée dès le lendemain de l'attaque garantit aux Français le maintien de leurs possessions et de leur administration. Les Anglais ne restent pas longtemps sur l'île et il faut attendre les défaites napoléoniennes de 1811 pour qu'ils en prennent possession.
Entre 1800 et 1810, la population passe de 2 000 à 4 000 habitants, essentiellement composée d'esclaves déportés avec violence sur l'île depuis l'Afrique noire. À eux s'ajoutent en nombre légèrement inférieur des immigrés venus d'Inde, d'Europe ou de Madagascar. Pendant cette période prospère, le commerce depuis Victoria se développe rapidement, les produits coloniaux se vendant bien en Europe. L'agriculture et la pêche sont elles aussi florissantes. Les esclaves ne profitent évidemment nullement de cette période de prospérité. Dans les premières années du XIXe siècle, Quinssy met en place une petite administration et un tribunal civil.

## Domination anglaise (1794-1976)
Envoyé par le roi britannique, Barthelemy Sullivan prend la place de Quinssy comme gouverneur des Seychelles le 21 avril 1811. Le principal changement qu’apporte la domination britannique sur ce territoire est l’abolition de l'esclavage en 1812. Le roi de France cède formellement les Seychelles et Maurice aux Britanniques le 30 mai 1814, par un traité plus global intitulé Traité de Paris. Il faut cependant attendre 1836 pour que l'interdiction de l'esclavage soit effectivement appliquée sur toutes les îles de l’archipel. À cette époque, parmi les 7 500 habitants de l’île, on retrouve plus de 6 600 esclaves, dont 2 231 Créoles, 4 000 Africains, 300 Malgaches et 40 Hindous. Les esclaves libérés travaillent dès lors comme « apprentis » contre un maigre salaire. À partir de 1839, ils obtiennent le droit de décider s’ils préfèrent continuer à travailler pour leur employeur ou se mettre à leur compte. Beaucoup se contentent de culture vivrière et un grand nombre de grandes plantations périclitent. Néanmoins, leur situation générale s'améliore. Un certain nombre de planteurs se contentent de vivre des dédommagements qu’ils ont reçus pour la libération de leurs esclaves. Il se développe une population de pêcheurs, artisans et petits paysans. L'abolition de l'esclavage prive les colons européens d'une main-d'œuvre.
Dans les années qui suivent, la situation économique se dégrade : l’administration anglaise, pour garantir l’interdiction de l’esclavage, fait passer tout commerce par Maurice. La concurrence de l’agriculture américaine et mauricienne se fait sentir et les propriétaires terriens manquent de main d’œuvre.
Contrairement aux habitants de l'île Maurice, les Seychellois ne sont pas autorisés à faire venir des travailleurs hindous, les Coolies, et doivent se contenter de la main d’œuvre disponible sur place. Ils compensent cette situation en abandonnant la culture du coton et des céréales au profit de cultures moins exigeantes en main-d'œuvre comme la vanille, la cannelle et la culture des noix de coco afin d’exporter l'huile de coprah. La situation économique reste néanmoins très précaire et la population chute à 5 500 habitants.
Malgré la souveraineté britannique et le serment de fidélité à George III (du Royaume-Uni), la population est toujours française et catholique dans l'âme. Elle perçoit d'autant plus mal l'arrivée du premier pasteur anglican sur l’île en 1832. Une mission catholique est fondée le 20 septembre 1853 avec le soutien de la population et malgré les réticences du gouverneur. En février 1854, 5 000 Seychellois sont baptisés.
Le 12 octobre 1862 a lieu la seule catastrophe naturelle qu’a connue l’île : un glissement de terrain – connu aujourd’hui aux Seychelles sous le nom créole de Lavalas – détruit des vies et des moyens de subsistance,. Cette catastrophe est suivie de la dernière grande vague d'immigration. Les négriers arabes et européens interceptés par la marine anglaise sont conduits à Victoria. Les esclaves y sont libérés et on leur attribue un lopin de terre sur l’île. Entre 1860 et 1874 arrivent de cette manière environ 3 000 nouveaux habitants. De même qu’à Maurice, l’ouverture du canal de Suez favorise l’économie, l’île devenant beaucoup plus facile à atteindre depuis l’Europe. Les Seychelles exportent l’huile de coprah, la vanille, le cacao, le café et le clou de girofle.
Cette vague d'immigration est suivie à la fin du XIXe siècle et au début du XXe siècle par l’arrivée régulière d’opposants africains à l'impérialisme anglais, dont le roi Prempe du Ghana, les rois Unvanga et Bunjoro de l'Ouganda actuel, le sultan Mahmud Ali de Somalie et le premier ministre égyptien Saad Zaghoul Pascha. À la fin du XIXe siècle sont construits le premier hôpital et le premier hôtel. Par ailleurs, il est désormais possible de télégraphier à Londres via Zanzibar. L’économie est florissante et la population s'élève à 20 000 habitants en 1900.

## Vers l'indépendance (1914-1975)
De même qu'à Maurice, la Première Guerre mondiale est une période d'isolement, de récession économique et d’accroissement de la pauvreté. En août 1914, la roupie seychelloise fait son entrée, au nom du Government of Seychelles. En 1916, un contingent militaire de 796 hommes s'engage aux côtés des alliés en Afrique. Le retour à la normale en 1919 ne dure que dix ans : la crise de 1929 touche de plein fouet les exportations seychelloises et il faut attendre la fin de la Seconde Guerre mondiale pour voir l’économie repartir vraiment. Pendant la guerre, 900 jeunes Seychellois combattent en Afrique du Nord sous l’uniforme britannique. Après la guerre, la Grande-Bretagne mène par le biais du nouveau gouverneur Sir Selwin Clark un plan décennal pour développer l'irrigation, la pêche, les exploitations forestières et construire de nouveaux logements. Mais les salaires restent extrêmement bas et le solde de la balance commerciale fortement déficitaire, le cours des matières premières exportées étant très bas et celui des produits manufacturés importés très élevés. Soutenue de l’extérieur, l’économie seychelloise se redresse peu à peu.
En 1964, deux partis sont créés : le Seychelles Democratic Party (SDP) et le Seychelles Peoples United Party (SPUP) dont les orientations sont opposées. Tandis que le SDP cherche à intégrer au mieux les Seychelles dans l’Empire britannique et à garantir une pleine citoyenneté aux Seychellois, le SPUP affiche d’emblée l’objectif d’obtenir l’indépendance de l’île. Depuis la fin de la guerre, une assemblée représentative est impliquée dans les décisions du gouverneur. Lors des élections de novembre 1970, le SDP obtient 52,4 % des voix et, à la faveur du mode de scrutin, deux fois plus de sièges que le SPUP. James Mancham devient premier ministre du gouverneur. Les élections de 1974 apportent un résultat comparable et les Seychelles obtiennent en 1975 le statut de « colonie autonome ». Les deux partis nouent une coalition. Contrairement à sa ligne originelle, le SDP s'associe au combat du SPUP pour l’indépendance et l’île devient effectivement indépendante le 29 juin 1976.

## Depuis l'indépendance (1976-)
James Mancham devient président et son opposant, France-Albert René (1935-2019), premier ministre de la nouvelle République. Mais la coalition est de courte durée : un an après, en juillet 1977, à la faveur d’un déplacement à l’étranger de Mancham, France-Albert René s’empare du pouvoir par un coup d'État,. Dès lors, dans un contexte de parti unique, il mène une politique d’inspiration socialiste]. Il met l'accent notamment sur les conditions de vie, l'éducation et la santé. Il crée diverses institutions sociales, des logements et des services médicaux et opte pour la gratuité des soins de santé. Pour autant, il n'est pas tendre pour ses opposants. Certains sont contraints à l'exil, et son équipe au pouvoir est soupçonné d'être à l'origine de disparitions. Les pressions de la France, notamment après le discours de La Baule le 20 juin 1990, dans le cadre de la 16e conférence des chefs d’État d’Afrique et de France, incitent France-Albert René à engager des réformes politiques et économiques. France-Albert René développe également un tourisme de luxe dans l'archipel, qui affiche  l'un des niveaux de vie les plus élevés d'Afrique,.
Sous la pression de la communauté internationale, le pluralisme politique est réintroduit en 1992. D'un point de vue économique, l'accent est mis sur le développement d'un tourisme de luxe dans ce pays qui affiche  l'un des niveaux de vie les plus élevés d'Afrique, même si une récession économique est constatée au début du XXIe siècle,. 
France-Albert René démissionne en avril 2004 au profit de son ancien vice-président, James Michel, qui devient ainsi président le 14 avril 2004.  Son parti, le SPUP, l'ancien parti unique, est rebaptisé pour l’occasion Parti du peuple (Lepep). James Michel (1944-) reste ensuite à la présidence en gagnant l'élection présidentielle du 31 juillet 2006. L'élection présidentielle suivante, en mai 2011, voit à nouveau sa réélection. Il remporte 55,4 % des suffrages exprimés, contre 41,4 % à Wavel Ramkalawan. À la fin des années 2000 et début des années 2010, la politique économique du pays a évolué : des privatisations ont été effectuées, des aménagements de la dette ont été négociés et obtenus, etc.. James Michel se présente une troisième et dernière fois à l'élection présidentielle de 2015, remportant le scrutin avec 50,15 % des suffrages exprimés contre 49,85 % à son adversaire, Wavel Ramkalawan. Mais il est contraint d'attendre le second tour de l'élection, alors qu'il avait été élu dès le premier tour aux élections précédentes. Et il ne l'emporte qu'avec un faible écart (193 bulletins).
En 2016, les élections législatives  sont remportées par l'Union démocratique seychelloise (Linyon Demokratik Seselwa), une coalition politique seychelloise, constituée à la suite de l'élection présidentielle de l'année précédente et regroupant le Parti national des Seychelles (SNP), le Lalyans Seselwa (LS), le Parti des Seychelles pour la justice sociale et la démocratie, le Seychelles United Party et le candidat indépendant Philippe Boullé. À la suite de la défaite de son parti Lepep aux élections législatives de septembre 2016, James Michel annonce sa démission de son poste de président de la République en septembre 2016. La victoire de l'opposition marque une évolution significative et un désaveu pour l'ancien parti unique. C'est la première fois depuis l'instauration du multipartisme que cette opposition l'emporte, l'année du 40e anniversaire de l'indépendance. Le 16 octobre suivant, il est remplacé par son vice-président, Danny Faure (1962-), ouvrant une période de cohabitation entre ce nouveau président et un Parlement contrôlé par l'opposition. Dans ce pays dépendant de la pêche et du tourisme, la situation économique est tendue, les inégalités se creusent. Un autre sujet inquiète cette population : plusieurs îles sont également sensibles à la montée des eaux, dû au changement climatique.
En 2020, des élections législatives et une élection présidentielle sont organisées : les élections législatives, scrutin uninominal majoritaire à un tour, se déroulent le même jour que le premier rour de l'élection présidentielle, scrutin uninominal majoritaire à deux tours. Les élections législatives sont remportées par le Linyon Demokratik Seselwa, qui accroît sa majorité absolue à l'assemblée. Et le candidat de ce parti, Wavel Ramkalawan (1961-), obtient la victoire à la présidentielle, dès le premier tour, conduisant à la première alternance à la Présidence des Seychelles depuis l'indépendance du pays en 1976,.

### Galerie de personnalités politiques
Président de la république des Seychelles :

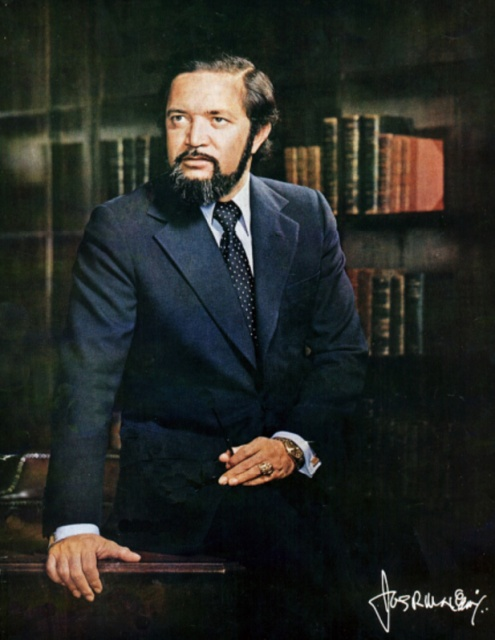
James Mancham 1976-1977
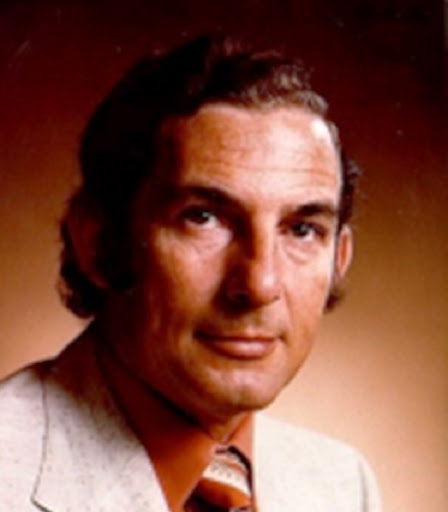
France-Albert René 1977-2004
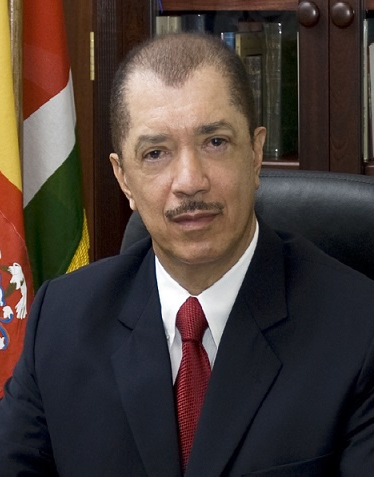
James Michel 2004-2016
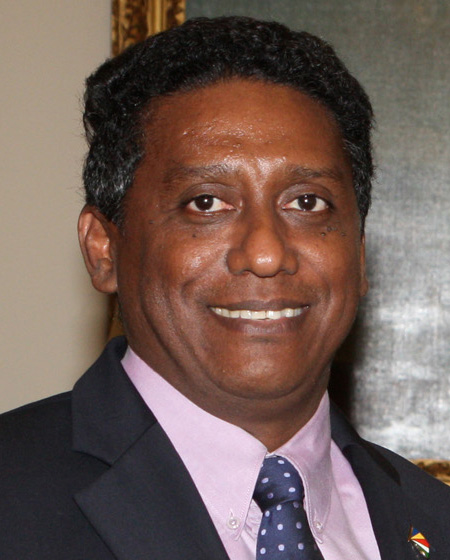
Danny Faure 2016-2020
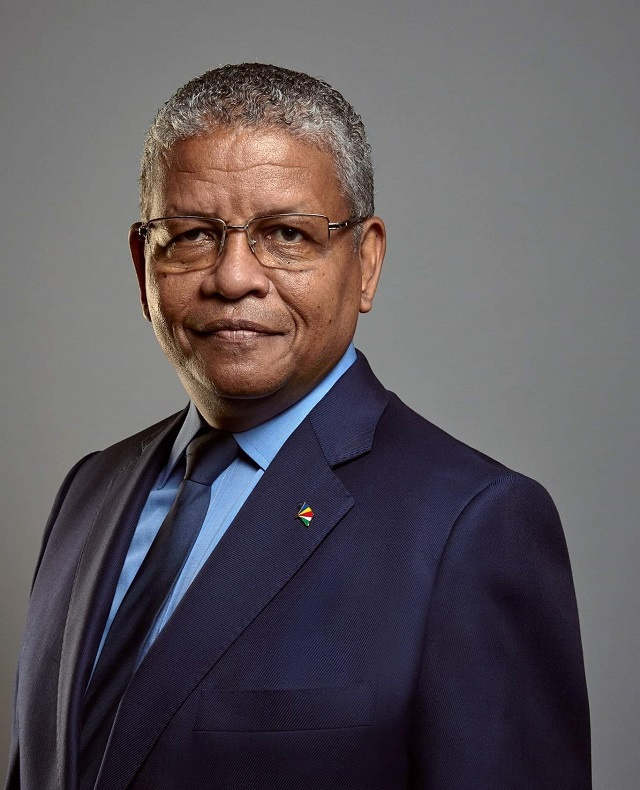
Wavel Ramkalawan 2020-présent

Vice-président de la république des Seychelles :

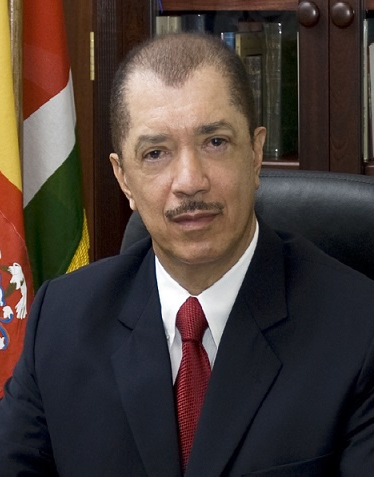
James Michel 1996-2004
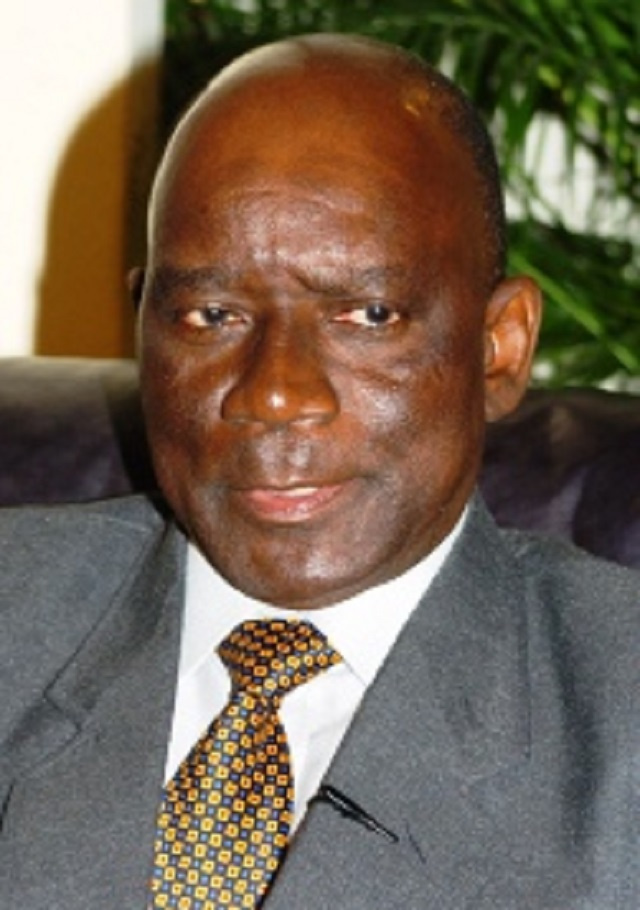
Joseph Belmont 2004-2010
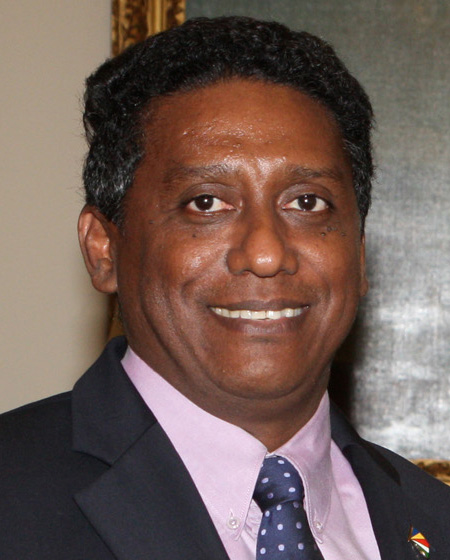
Danny Faure 2010-2016
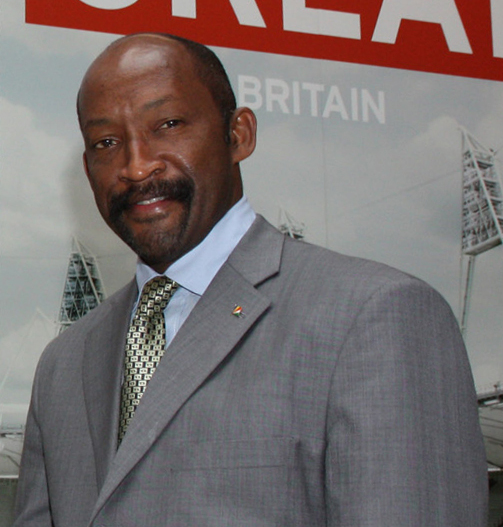
Vincent Mériton 2016-2020
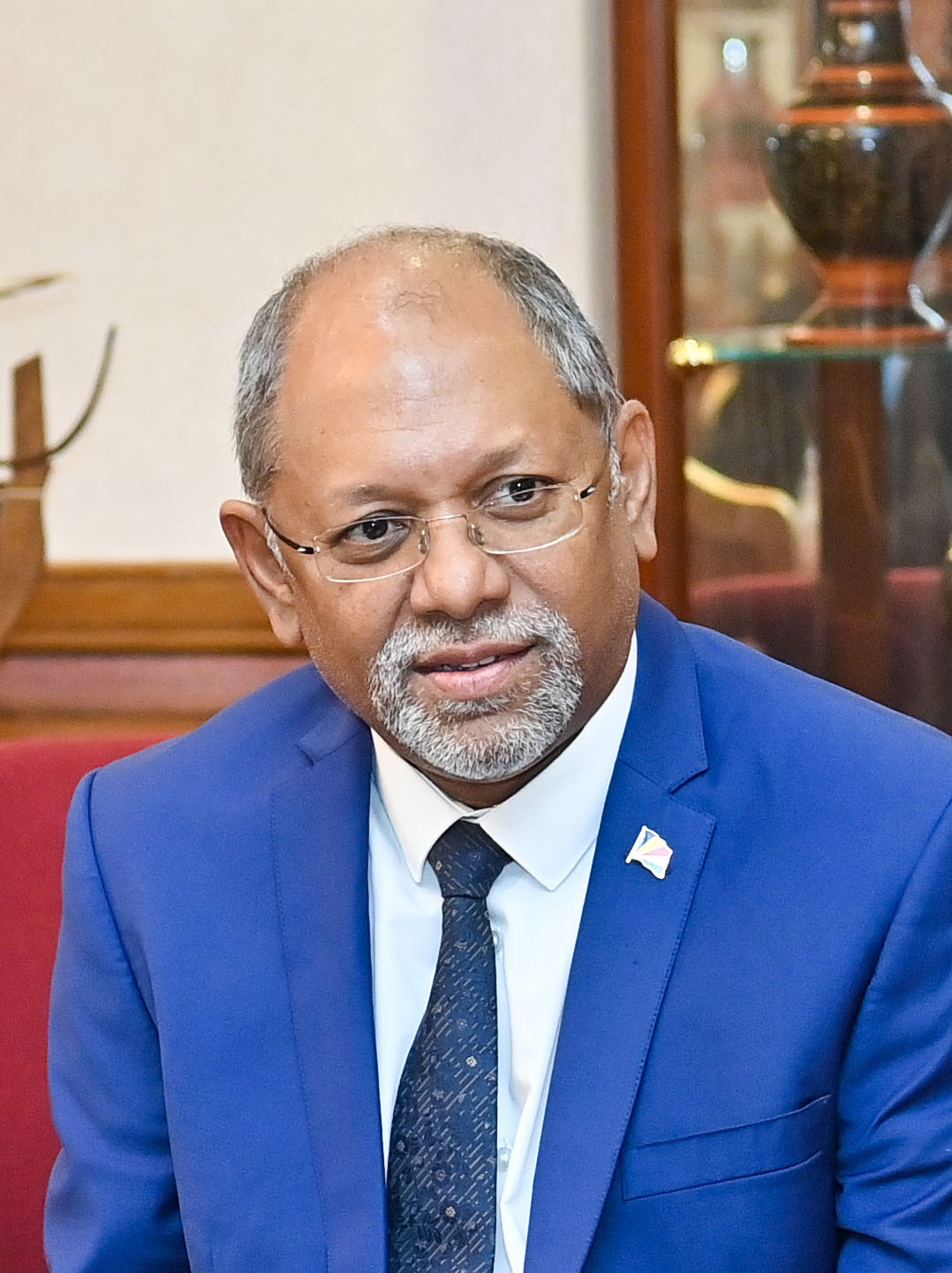
Ahmed Afif 2020-présent